# کورپوریشن بنک
کورپوریشن بنک (انگلیسی: Corporation Bank) شرکت دولتی خدمات مالی و بانکداری هندی است، که در سال ۱۹۰۶ تأسیس شد.